# Paradarisa nigra
Paradarisa nigra là một loài bướm đêm trong họ Geometridae.